# Morton (Derbyshire)
Morton è un villaggio e parrocchia civile dell'Inghilterra, appartenente alla contea del Derbyshire.